# Траурный орёл
Траурный орёл (лат. Spizaetus isidori) — вид хищных птиц семейства ястребиных (Accipitridae). Подвидов не выделяют. Распространены в Южной Америке.

## Таксономия и этимология
Траурный орёл был впервые описан французским орнитологом и зоологом де Мюром (1804—1894) в 1845 году под биноменом Falco isidori. Впоследствии траурного орла относили к роду Lophotriorchis, и даже выделяли в монотипический род Oroaetus. Филогенетический анализ данных последовательности митохондриального и ядерного генома позволил отнести данный вид к роду Spizaetus.
Видовое название дано в честь французского зоолога Жофруа Изидора.

## Описание
Траурный орёл является самым крупным представителем рода Spizaetus, длина тела варьирует от 60 до 80 см, а размах крыльев — от 147 до 180 см. Самки крупнее самцов и их масса достигает 3,5 кг, тогда как масса самцов варьирует от 2,5 до 2,7 кг. У траурных орлов 10 первостепенных маховых перьев, 13 второстепенных маховых, включая три кроющих первостепенных и 12 рулевых перьев. Половой диморфизм в окраске оперения не выражен. Голова чёрная с большим чёрным гребнем; спина и верхняя часть тела чёрные. Рулевые перья широкие и усечённые на концах, серого цвета с широкими чёрными кончиками и широкой полосой на конце хвоста. Нижняя сторона рулевых перьев от светло-серой до серой у основания с широкой чёрной полосой на конце. Верхняя сторона первостепенных маховых перьев в основном от беловатого до бледно-коричневого цвета с чёрными кончиками; верхняя сторона второстепенных маховых перьев от тёмно-каштановой до черноватой с широкой концевой чёрной полосой. Кроме того, первостепенные маховые имеют две тонкие черноватые полосы поперек середины пера, в то время как второстепенные — две более толстые поперечные чёрные полосы. Нижняя часть тела в основном каштанового цвета с небольшими чёрными продольными полосами; кроющие подкрылья и подмышечные впадины также в основном каштанового цвета с узкими чёрными полосами. Нижняя сторона первостепенных и второстепенных маховых перьев чёрного цвета с яркой белой полосой у основания. Ноги оперены до пальцев; перья верхней части чёрные, в то время как перья цевки — каштанового цвета. Пальцы жёлтые, а когти обычно чёрного цвета, но могут быть немного бледнее. Радужная оболочка жёлтая, восковица бледно-жёлтая. Клюв у основания чёрного цвета, остальная часть — голубовато-серая.

## Биология

### Питание
Траурный орёл охотится с насеста, используя технику выжидания, типичную для крупных орлов и ястребов, и неожиданно нападает на добычу в пикирующем полёте. Также охотится, планируя над лесом и пикируя в кроны деревьев.
В состав рациона траурного орла входят в основном птицы среднего размера и небольшие млекопитающие. Обычной добычей являются птицы семейств краксов (Penelope sp.,Chamaepertes sp., Ortalis sp.) и голубиных (Patagioenas sp.), и млекопитающие родов белки (Sciurus sp.), обыкновенные опоссумы (Didelphis sp.), носухи (Nasua sp.) и капуцины (Cebus). Исследование состава пищи, доставляемой птенцам в гнездо в нескольких районах Колумбии, показало, что доля птиц колебалась от 30,6 % до 57,1 %, а доля млекопитающих — от 25,5 % до 49,1 %. Взрослые особи обычно доставляют в гнездо частично съеденную добычу, и лишь очень редко добычу целиком.
Относительно часто траурные орлы нападают на домашнюю птицу. По этой причине этот вид преследуется людьми, особенно в местах, где гнезда находятся вблизи человеческого жилья. Нападения на домашнюю птицу обычно происходят при поиске корма на открытых площадях, вблизи домов и дорог или на недавно вспаханных полях. Доля домашней птицы в рационе возрастет в районах с высоким обезлесением.

### Размножение
Траурный орёл гнездится преимущественно на покрытых лесом крутых склонах на высоте от 1300 до 2900 м над уровнем моря. Гнезда располагаются на верхушке или в центре кроны больших (выше окружающего полога) деревьев, на высоте 16—35 м от земли. Представляют собой большие круглые или овальные сооружения, сооружённые из крупных сухих ветвей, внутренний лоток выстилается веточками с зелёными листьями. Внешние размеры гнезда варьируют от одного до полутора метров в диаметре и от 50 до 80 см высотой. Обычно одно и то же гнездо используется парой в течение нескольких лет. В Аргентине одно гнездо первоначально было размером 1,5 х 1,2 м, при измерении через 7 лет размеры гнезда увеличились до 2 х 1,8 м. В кладке одно яйцо сферической формы размером 51 х 33,6 мм. Инкубационный период составляет 51 день. Кладку насиживает почти исключительно самка, даже в ночное время, покидая гнездо на очень короткие промежутки времени для питания.